# STYX HELIX
「STYX HELIX」（ステュクス・ヘリックス）は、日本の音楽ユニット、MYTH & ROID（ミスアンドロイド）の楽曲。「L.L.L.」、「ANGER/ANGER」に続く3枚目のシングルで、2016年5月25日にメディアファクトリーから発売された。

## 概要
表題曲は2016年4月から放送されたTX系テレビアニメ『Re:ゼロから始める異世界生活』の前期エンディングテーマとして使用された。またカップリング曲「STRAIGHT BET」は同アニメの第7話の挿入歌。

## 楽曲解説

### 「STYX HELIX」
歌詞はアニメの物語や世界観を踏まえたものとなっているが、主人公の視点だけでなく、死に戻る主人公をヒロインが見た場合の視点も歌われている。
アップ・テンポとバラードの中間のミディアム楽曲として制作され、前作までの強く激しい曲調から一転して、旋律の美しさに重きを置いた幻想的な曲となっている。3作目で方向性の異なる楽曲を制作した理由の1つに、KADOKAWAアニメ音楽部門のチーフプロデューサーの若林豪の成功させるという強い意気込みと、今回のチャンスを生かして全く違う曲作りも出来るアーティストであることを示すべき、という助言があった。この点についてボーカルのMayuはこれまでと同じ強い曲になるものと思っていたと驚き、まるで「物語の中の楽曲のようだ」と感想を口にした。実際のアニメのエンディングでは映画のエンドロールのような使われ方や、異なるイントロ、曲自体を物語の一部として組み込むなど、様々な用いられ方をしている。Tom-H@ckは制作の段階で複数のバージョンを用意することも求められており、「STYX HELIX」を難易度の高い要求をされた楽曲だったと振り返っている。
曲名はレコーディング中に若林がTom-H@ck、hotaruと相談して決めた。死と生を繰り返すという物語が仏教の輪廻を思わせることから、螺旋を意味する「ヘリックス」の単語が最初に浮かび、それに仏教の三途の川に相当するギリシア神話の冥府の河の女神「ステュクス」を組み合わせることで生まれた。ただし、告知にあたって声優から言いにくいとの意見が出たことをきっかけに、曲名の言いにくさがネタと化しており、アニメのキャラクターの公式目覚ましアプリのアラームにも「ステュクス・ヘリックスちゃんと言えてますよ」という台詞が採用されている。
ジャケットは生と死をイメージしている。花束は死者に対して手向けられたものだが、逆さに持つことで生と死を繰り返す物語および楽曲のミステリアスさを表現している。
2017年4月26日発売のファーストアルバム『eYe's』に収録された。

### 「STRAIGHT BET」
カップリング曲の「STRAIGHT BET」は第7話の挿入歌として用いられたが、主人公が自ら死を決意するラスト付近の重要なシーンで用いられているため、事実上の特殊エンディング曲となっている。特定のシーンに用いるという楽曲の性格上、Tom-H@ckは絵コンテを全て見たうえで曲作りに臨んでいる。また主人公の心情に寄り添っているため、むしろ劇伴に近いと位置づけている。
2020年3月4日発売のベスト・アルバム『MUSEUM -THE BEST OF MYTH ＆ ROID-』に収録された。

## 収録曲
| 全作詞・作曲・編曲: MYTH & ROID。 |                                                                                |             |             |      |
| #                                 | タイトル                                                                       | 作詞        | 作曲・編曲  | 時間 |
| 1.                                | 「STYX HELIX」(テレビアニメ『Re:ゼロから始める異世界生活』第1シリーズEDテーマ) | MYTH & ROID | MYTH & ROID | 4:51 |
| 2.                                | 「STRAIGHT BET」(テレビアニメ『Re:ゼロから始める異世界生活』第7話挿入歌)       | MYTH & ROID | MYTH & ROID | 4:11 |
| 3.                                | 「STYX HELIX (instrumental)」                                                  | MYTH & ROID | MYTH & ROID | 4:50 |
| 4.                                | 「STRAIGHT BET (instrumental)」                                                | MYTH & ROID | MYTH & ROID | 4:09 |
| 合計時間:                         | 合計時間:                                                                      | 18:01       |             |      |

## 収録アルバム
| 曲名         | アルバム                              | 発売日        | 備考               |
| ------------ | ------------------------------------- | ------------- | ------------------ |
| STYX HELIX   | 『eYe's 』                            | 2017年4月26日 | オリジナルアルバム |
| STRAIGHT BET | 『MUSEUM -THE BEST OF MYTH ＆ ROID-』 | 2020年3月4日  | ベスト・アルバム   |

## カバー
- Roselia［湊友希那（相羽あいな）］ - 『Re:ゼロから始める異世界生活』とのコラボレーション第2弾の一環として、2022年8月20日にゲーム『バンドリ! ガールズバンドパーティ!』に追加収録[10]。